# ライン同盟

ライン同盟
Rheinbund (ドイツ語)

ライン同盟の領域

1808年のライン同盟

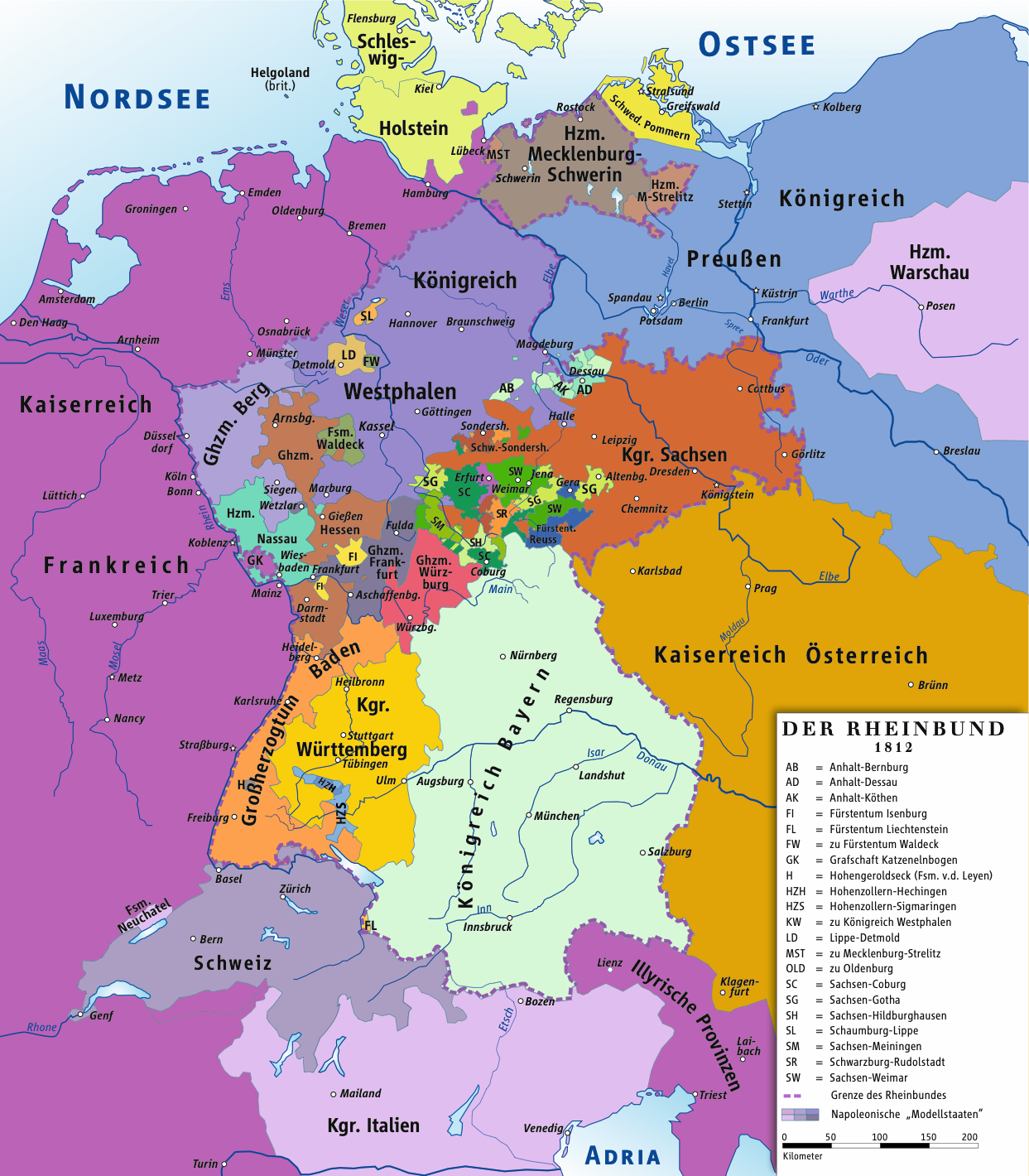
1812年のライン同盟

ライン同盟（ラインどうめい、独: Rheinbund、仏: Confédération du Rhin）は、19世紀のドイツにおいて、フランス皇帝ナポレオン1世の圧力により成立した国家連合である。ナポレオンは神聖ローマ帝国からオーストリア帝国やプロイセン王国を排除し、残された全てのドイツ諸国をライン同盟として再編した。1813年に起きたライプツィヒの戦いでのナポレオンの敗退とともに解体した。ライン連邦、ライン連盟とも訳される。

## 概要
1806年7月12日、フランス皇帝ナポレオン1世の圧力により、神聖ローマ帝国内の全ドイツ諸侯は名目だけ存続していた帝国を離脱してフランス帝国と同盟し、ライン同盟が成立した。同盟は、ナポレオンを盟主とし、マインツ大司教ダールベルクを総裁としたフランス主導の国家連合であった。
ライン同盟には、1808年の最大期には4つの王国（Königreich）、5つの大公国（Großherzogtum）、13の公国（Herzogtum）、17の侯国（Fürstentum）、3つの自由都市（Freie Stadt）が加盟していた。公式には同盟という対等の名称であるが、その実態はフランスの従属国に等しかった。国家連合内では法令は全てナポレオン法典が使用された。国家連合自体の力は脆弱で、ナポレオンに援助した総兵力はわずかに6万人ほどだったという。
1815年のウィーン会議により、ドイツにはオーストリアを盟主とするドイツ連邦が成立した。

## 加盟諸邦
以下はアルファベット順。
- アンハルト＝デッサウ公国 （1807年4月18日加盟）
- アンハルト＝ベルンブルク公国 （1807年4月18日加盟）
- アンハルト＝ケーテン公国 （1807年4月18日加盟）
- アレンベルク公国 （原加盟国）
- バーデン大公国 （原加盟国）
- バイエルン王国 （原加盟国）
- ベルク大公国 （原加盟国）
- ヘッセン＝ダルムシュタット方伯国 （原加盟国。1806年8月14日大公国に昇格）
- ホーエンツォレルン＝ヘヒンゲン侯国 （原加盟国）
- ホーエンツォレルン＝ジグマリンゲン侯国 （原加盟国）
- イゼンブルク＝ビルシュタイン侯国 （原加盟国）
- ライエン伯国 （原加盟国。1806年7月12日侯国に昇格）
- リヒテンシュタイン侯国 （原加盟国）
- リッペ＝デトモルト侯国 （1807年4月18日加盟）
- マインツ大司教領 （原加盟国。1810年からフランクフルト大公国）
- メクレンブルク＝シュヴェリン公国 （1808年2月10日加盟）
- メクレンブルク＝シュトレーリッツ公国 （1808年3月22日加盟）
- ナッサウ＝ウジンゲン侯国 （原加盟国。1806年8月30日からナッサウ公国）
- ナッサウ＝ヴァイルブルク侯国 （原加盟国。1806年8月30日からナッサウ公国）
- オルデンブルク公国 （1808年10月14日加盟。1810年12月13日フランス帝国に併合）
- ロイス＝エベルスドルフ侯国 （1807年4月18日加盟）
- ロイス＝グライツ侯国  （1807年4月18日加盟）
- ロイス＝ローベンシュタイン侯国  （1807年4月18日加盟）
- ロイス＝シュライツ侯国  （1807年4月18日加盟）
- ザルム＝キルブルク侯国 （原加盟国。1810年12月13日フランス帝国に併合）
- ザルム＝ザルム侯国 （原加盟国。1810年12月13日フランス帝国に併合）
- ザクセン＝コーブルク公国 （1806年12月15日加盟）
- ザクセン＝ゴータ公国 （1806年12月15日加盟）
- ザクセン＝ヒルトブルクハウゼン公国 （1806年12月15日加盟）
- ザクセン＝マイニンゲン公国 （1806年12月15日加盟）
- ザクセン＝ヴァイマル公国 （1806年12月15日加盟）
- ザクセン王国 （1806年12月11日加盟）
- シャウムブルク＝リッペ侯国 （1807年4月18日加盟）
- シュヴァルツブルク＝ルードルシュタット侯国 （1807年4月18日加盟）
- シュヴァルツブルク＝ゾンダースハウゼン侯国 （1807年4月18日加盟）
- ヴァルデック侯国 （1807年4月18日加盟）
- ヴェストファーレン王国 （1807年11月15日加盟）
- ヴュルテンベルク王国 （原加盟国）
- ヴュルツブルク大公国 （1806年9月25日加盟）